# Цукробурякове виробництво
Цукор виробляють із цукрового буряка і цукрової тростини (довжиною 4 м та діаметром 5 см, Бразилія, Індія, Куба, Мексика, Австралія). Цукрова тростина має вміст цукру 12-15 %, але більшу врожайність, ніж цукрового буряку, тому з 1 га одержується в 2 рази більше цукру. Цукровий буряк містить цукру від 15 до 22 %. Вихід цукру 15 кг на 100 кг буряків.
Хімічний склад цукрових буряків залежить від ґрунтово-кліматичних умов, агротехніки, насіння та інших факторів. Вміст окремих речовин суттєво впливає на вихід і якість цукру. Основною складовою частиною цукрових буряків є сахароза (14-18 %), а інші частини називають нецукрами. Наявність інвертного цукру в буряках і продуктах його переробки погіршує якість цукру, оскільки сприяє утворенню барвників, ускладнює роботу випарної станції, збільшує втрати сахарози. Недостиглі буряки містять більше інвертного цукру, ніж стиглі.
Серед пектинових речовин особливо небажаною є галактуронова кислота, яка в лужному середовищі утворює колоїдні драглеподібні осади, що погіршують фільтрацію соків.
Перехід сапоніну в соки сприяє інтенсивному піноутворенню і сповільнює фільтрування внаслідок утворення з кальцієм колоїдного осаду.
Ферменти проявляють активність в умовах низьких температур одержання соку і призводять до потемніння в результаті окислення пірокатехіну і тирозину ферментами з групи пероксидаз.
Технологічна схема одержання цукру-піску включає такі основні операції:
- очищення буряків від домішок,
- одержання бурякової стружки,
- одержання дифузійного соку,
- очищення дифузійного соку (дефекація, сатурація, сульфітація, фільтрація),
- випарювання соку,
- очищення і уварювання сиропу,
- одержання утфелю (кристалізація),
- центрифугування і пробілювання,
- сушіння цукру-піску.

Приймання буряків на цукрових заводах здійснюється в бурячній. Із бурячної буряк на виробництво подається водою гідравлічним транспортером, який являє собою, бетонний жолоб з нахилом у бік заводу. У жолобі буряки змиваються струменем води під тиском. В гідравлічному транспортері виділяються гичка, пісок, каміння.
Гідравлічним транспортером буряк надходить у мийне відділення заводу, де миється на бурякомийних машинах кулачкового типу, які мають піско- та каміннявловлювачі. Процес миття повинен проводитися дуже ретельно, тому що домішки погіршують роботу бурякорізок і забруднюють дифузійний сік.
Після миття буряк на контрольному транспортері очищується від металевих домішок і зважується на автоматичних ковшових вагах з перекидним дном. За показниками вагів ведеться хіміко-технологічний облік на заводі. Далі буряк подрібнюють в дрібну стружку жолобчатої або пластичної форми, товщиною 0,5-1 мм, шириною жолобчата 4-6 мм, пластинчата 2,5-3 мм.
Якість бурякової стружки оцінюється числом Сіліна — це довжина 100 г стружки, яка повинна становити 9-15 м, або шведським фактором. Цей фактор повинен бути не менше 10. Більш тонка стружка швидко забиває сита, а з крупної добувається менше соку, що призводить до зменшення виходу соку. Буряк подрібнюється на відцентрових бурякорізках з 12-16 ножовими рамами. Бурякова стружка далі по стрічковому конвеєру надходить в дифузійне відділення. Процес вилучення цукру базується на дифузії клітинного соку водою із порушених клітин.
Дифузією (екстрагуванням) називають вилучення із складної речовини одного або декількох компонентів за допомогою розчинника (екстрагента), який має вибіркову здатність розчиняти тільки речовини, що піддаються екстрагуванню. Рушійною силою дифузії є різниця концентрацій речовин у розчинах, що стикаються, яка переносить розчинену речовину в бік меншої концентрації.
Існують:
1. Вільна дифузія — коли два розчина безпосередньо стикаються один з одним і вільно проникають один водного;
2. Осмос — це мембранна дифузія, коли розчини розділені напівпроникною мембраною, яка пропускає тільки чистий розчинник;
3. Діаліз — теж мембранна дифузія, але мембрана крім розчинника пропускає ще і частини розчиненої речовини, але до певного розміру, а більш крупні — затримує.

У цукровому виробництві відбуваються всі три види дифузії: вільна дифузія, (коли переходить в розчин цукор із зруйнованих клітин) потім осмос — проникнення води в клітинний сік, а після нагрівання стружки і денатурації протоплазми починається основний видобуток цукру — діаліз. Вилучення соку здійснюється в дифузорах, де з одного боку подається стружка, а назустріч — вода. Для цього використовують безперервно діючі дифузійні установки великої потужності: вертикальні колонні з ошпарювачем (КДА) і похилі двошнекові типу ДДС і А1-ПДС.
Стружку спочатку ошпарюють водою з температурою 72-75 °C, це температура денатурації протоплазми бурякових клітин, яка є напівпроникною мембраною.
Триває процес дифузії 60-90 хв., її продуктами є дифузійний сік з вмістом цукру 15 % по відношенню до маси буряка і жом, який містить клітковину, геміцелюлозу і пектинові речовини. Для живлення дифузійного апарату використовують барометричну, жомопресову і свіжу воду.
Мікробіологічні процеси в дифузійному апараті.
Дифузійний сік є сприятливим середовищем для розвитку бактерій, грибків і інших мікроорганізмів. Частина мікроорганізмів руйнують сахарозу, збільшують вміст у соку моносахаридів і продуктів їхнього розпаду, переважно кислот, що дають із кальцієм розчинні солі. Деякі мікроорганізми, навпаки, синтезують із сахарози полімери глюкози й фруктози — декстран і левулан.
Джерелом інфікування дифузійного апарата є насамперед буряк. В 1 см³ води на поверхні добре вимитого буряка міститься близько 1 млн різних мікроорганізмів, а на погано відмитому — 10-20 млн. Для зменшення інфікування буряк промивають на водовідокремлювачах, застосовують для миття чисту, а якщо можна, і хлоровану воду.
Другим джерелом інфікування є вода, що надходить у дифузійний апарат. Вода з відкритих водойм, особливо при повторному її використанні, дуже інфікована мікробами. Температура її дорівнює 45-50 °C, тобто недостатня для її стерилізації. У процесі водопідготовки воду обробляють сірчистим газом, який має сильну бактерицидну дію, до рН 6,2-6,5. (оскільки барометрична вода перед подачею в дифузійний апарат також сульфітується для зниження рН до 6,2-6,5, тому вона вважається стерильною).
Третє джерело інфікування — жомопресова вода. Вводять її в дифузійний апарат тільки після пастеризації (нагрівання до 90 °C і витримування у відстійнику). Після такої обробки у воді не можуть бути присутнім життєдіяльні форми мікробів, а лише спороносні.
Для припинення розвитку життєдіяльності мікроорганізмів у дифузійному апараті необхідно підтримувати температуру не нижче 70 °C. Про розвиток мікроорганізмів можна судити по зниженню рН соку нижче 6,2-6,5 тому що продуктами їхньої життєдіяльності є головним чином кислоти. Якщо при правильному веденні технологічного і теплового режимів бажаний результат не отриманий, в апарат уводять дезинфікуючі речовини. Найчастіше для цього застосовується формалін. В останній час запропоновано вводити аноліт.
Максимальний розвиток мікроорганізмів звичайно спостерігається на відстані 1/3 довжини дифузійного апарата від хвостової. Формалін вводять один раз у годину повною дозою (5 л на 1000 ц переробки), щоб уникнути звикання мікроорганізмів.
Дифузійний сік, крім цукру, містить білки, амінокислоти, органічні кислоти, мінеральні солі, пектинові речовини. Має темний колір, кислу реакцію, містить шматочки мезги. Тому його необхідно очищати.
Спочатку відокремлюють мезгу на мезговловлювачах безперервної дії, бо мезга містить протопектин, який в лужному середовищі переходить в розчин і на стадії очищення вапном може утворити желеподібний осад, що ускладнює фільтрацію. Потім здійснюють очищення, яке включає три операції:
- перша дефекація,
- перша сатурація,
- друга дефекація,
- друга сатурація і
- сульфітація (обробка SO3).

Перша дефекація — це обробка 0,25-0,3 % вапном до маси буряка. Її мета:
- нейтралізувати вільні кислоти дифузійного соку,
- осадити значну кількість колоїдних речовин і
- осадити нецукри.

Перша дефекація здійснюється в переддефекаторах. Триває 3-5 хвилин, рН середовища 11,0-11,5. Під час дефекації аніони кислот, що утворять із кальцієм нерозчинні солі, випадають в осад, меншою мірою осаджуються аніони інших дикарбонових кислот.
Білки буряка складаються головним чином з кислих амінокислот і точка їхньої еквівалентності перебуває в лужному середовищі (при рH 11). При подальшій дії вапна відбувається лужний гідроліз білка і осад частково розчиняється.
Пектинові речовини в лужному середовищі розкладаються на речовини їм супутні — арабан, галактан, арабінозу і галактозу. Естерифікована полігалактуронова кислота (пектинова) утворює солі пектинової кислоти — пектинати, які нерозчинні у воді і випадають в осад. При подальшій дії вапна відбувається деестерифікація пектинової кислоти і утворюються осади пектата кальцію які важко відфільтровуються. Темнозабарвлені
меланіни також переходять в осад, і сік стає світло-жовтого кольору.
Як видно з викладеного вище, на першій дефекації утворюються значна кількість нерозчинних сполук у вигляді колоїдних і кристалічних осадів.
Перша сатурація здійснюється з метою додаткового очищення соку шляхом адсорбції на свіжеутворених кристалах СаСО3 зважених часток і розкладання сахаратів кальцію. Сік разом з осадом надходить у сатуратор, де через нього продувають СО2. Цей газ одержують на цукрових заводах шляхом спалювання вапняку в печах при високій температурі. 10 % вапна в соку знаходиться в розчині, а 90 % у вигляді осаду. При продуванні СО2 все надлишкове вапно випадає в осад у вигляді СаСО3. Перша сатурація здійснюється у протиточному решітчастому сатураторі. Дефекований сік надходить зверху, а газ — знизу, крізь решітки. Відбувається при температурі 80-85 °C 10 хв.
Друга дефекація. Перше завдання другої дефекації — додавання до соку великої кількості вапна (2,0-2,5 % СаО до маси буряка у вигляді молочка) для одержання так званого фізично активного вапна, необхідного для проведення процесів адсорбції на II сатурації, створення гарних умов фільтрації соку і більш повного освітлення дифузійного соку.
Друге завдання основної дефекації — розкладання речовин, нестійких у лужному середовищі.
Моносахариди розкладаються з утворенням органічних кислот, що дають із кальцієм розчинні солі: мурашина, левулинова, цукрова, молочна і т.і. Цей процес закінчується утворенням гумінових кислот. Жири омиляються при дефекації з утворенням нерозчинних у воді кальцієвих солей жирних кислот, а сполуки типу лецитинів утворять ще й осад фосфорнокислого кальцію. Солі жирних кислот утворять осади, які дуже погано відфільтровуються, але, оскільки їхня кількість незначна, істотного впливу на процеси виробництва вони не роблять. Гліцерин залишається в соках.
Аміди кислот розкладаються з виділенням аміаку з утворенням кальцієвих солей відповідних кислот.
Білкові речовини під дією надлишку вапна розкладаються з утворенням альбумоз, пептонів, амінокислот, амідів кислот і їхніх кальцієвих солей. Альбумози і пептони не повністю осаджуються вапном і також утворять осади, які погано фільтруються.
Пектинові речовини. В умовах дефекації відбувається деестерифікація пектинової кислоти, яка при взаємодії з вапном утворює кальцієві солі — пектати. При подальшій дії лугу пектинова кислота розпадається, з утворенням кальцієві солі галактуронової кислоти. Ці осади також дуже важко фільтруються.
Процес дефекації проводять у дефекаційних котлах — вертикальні циліндричні ємності з конічним днищем з мішалкою. Сік подають у нижню частину котла й відбирають у верхній частині через переливну коробку. Осади, які утворилися в нижній частині, періодично спускають через вентиль Ногачевського. Вентиль відрізняється від звичайних тем, що клапан його при відкритті піднімається нагору й піднімає шар осаду, який на ньому лежить. Час перебування соку в котлі — 8-10 хвилин.
Друга сатурація. Мета: зменшити вміст вапна і солей Са в соку до мінімальної межі. Триває 8-10 хв. Вміст солей Са в соку не повинен перевищувати 0,002 % СаО. Друга сатурація відбувається при температурі 101-102 °C.
Фільтрування. Мета — видалення зважених частинок, що не випали у осад. Здійснюється під тиском 0,3-0,4 мПа і температурі 80-90 °C.
Кількість осаду в соку ІІ сатурації в 9-10 разів менше, ніж у соку I сатурації; крім того, осад має значно кращі фільтрувальні властивості. Фільтрацію соків ІІ сатурації здійснювати на фільтр-пресах або дискових фільтрах зі швидкістю фільтрації 8 л/м 2·хв. Фільтри не промивають, а осад повертають на першу дефекацію і потім виводять із виробництва разом з осадом І сатурації. Якість фільтрації соку ІІ сатурації має велике значення. Попадання навіть незначної муті карбонату кальцію на сульфітацію приводить до утворення сульфіту кальцію, розчинність якого вище вуглекислого. У результаті збільшується вміст кальцію в соку, який йде на випарювання, і на випарній станції утвориться накип, який важко видаляється. Тому сік ІІ сатурації піддають контрольної фільтрації (додатковій очисній фільтрації).
Контрольну фільтрацію проводять на мішечному фільтрі, що складається із прямокутного корпуса з похилим дном. Фільтрувальні мішки (серветки) виготовлені з фільтр-діагоналі. Тривалість контрольного фільтрування 2-3 години. Мішки з контрольних фільтрів (також як і фільтраційні полотна з усією іншої фільтраційної апаратури) піддають мийці в спеціальній серветкомийці і використовують повторно.
Сатураційний осад змішується з жомовою водою і відкачується насосами на поля фільтрації (гідравлічне видалення), або використовується для вапнування кислих ґрунтів (сухе видалення пневмотранспортом). Очищений сік направляється на сульфітацію.
Сульфітація — остання стадія очищення соку — обробка SO2. Мета — знебарвлення соку, зменшення його в'язкості, а також його знезаражування. SO2 на цукрових заводах одержують шляхом спалювання сірки в спеціальних печах. В одержаному сульфітаційному газі (сірчистий газ) містить 10-15 % SO2. При пропусканні SO2 крізь сік утворюється сірчиста кислота, яка частково перетворюється у сірчану кислоту. В результаті цього відбувається знебарвлювання соку, а також знижується його лужність. Це значно зменшує в'язкість сиропів і покращує фільтрування. Сірчиста кислота і її солі блокують карбонільні групи глюкози, фруктози, мальтози, чим запобігають утворенню забарвлених речовин в соку. Сульфітація здійснюється в зрошувальних або рідинноструменевих сульфітаторах. Триває 5 хв. Витрати сірки 15 кг на 100 т буряка.
Випарювання соку. Очищений сік містить 14-15 % сухих речовин, у результаті випарювання вміст сухих речовин у сиропі підвищується приблизно до 65 %. У сучасних випарних установках число корпусів, з'єднаних послідовно, коливається від чотирьох до шести. Кожний випарний апарат складається з корпуса, розташованої в ньому поверхнею нагрівання, відвід конденсатів і газів, що не конденсуються (аміачне відтягнення). Інший простір корпуса розділяється на сокову, яка заповнена киплячою рідиною, і надсокову, у якому перебуває сокова пара.
Температурний режим випарної станції наступний: у першому корпусі температура не повинна перевищувати 126 °C, щоб уникнути карамелізації цукру; температура кипіння сиропу в концентраторі становить 63,6 °С. Корисна різниця температур менше повної на величину температурних втрат і становить 51,6 °С. Принцип дії випарної установки наступний. Очищений сік направляється в перший корпус і послідовно переходить із корпуса в корпус. З концентратора 5 видаляється згущений сироп. Свіжа пара надходить тільки в І корпус. ІІ корпус (обігрівається соковою парою I корпуса, ІІІ — соковою парою ІІ корпуса і т. д. З концентратора сокова пара приділяється на конденсатор. Концентратор призначений для одержання сиропу із заданим вмістом СР.
Для багаторазового використання тепла граючої пари, яка надходить в І корпус, у наступних корпусах температура знижується завдяки поступовому зниженню залишковому тиску в надсокових просторах апаратів. В останньому корпусі за рахунок конденсатора воно підтримується на рівні 14,6-21,2 кПа.
Сік, що надходить на випарювання, є насиченим розчином важко розчинних солей кальцію. У міру згущення ці солі випадають із розчину в осад. На початку випарювання бікарбонати інтенсивно розкладаються (якщо вони присутні) і утвориться вуглекислий кальцій. У процесі випарювання концентрація карбонат-іона збільшується, що також приводить до утворення осаду карбонату кальцію. У результаті розкладання оксамитової кислоти утворюється нерозчинний оксалат кальцію.
Розчинність багатьох солей (гіпсу, оксалату кальцію й ін.) з підвищенням концентрації сахарози зменшується, і вони випадають в осад. Нерозчинні солі кальцію частково випадають у процесі випарювання на поверхні нагрівання, внаслідок чого погіршується теплопередача й знижується продуктивність випарної установки. Звичайно на початку випарювання випадає головним чином карбонат кальцію, а потім солі органічних кислот і наприкінці — гіпс.
У цілому в процесі випарювання спостерігається:
- підвищення забарвлення соку внаслідок перетворень вуглеводів;
- зниження лужності внаслідок утворення кислот при розкладанні цукрів і дезамінування амідів і підвищення лужності внаслідок розкладання бікарбонатів;
- утворення накипу в результаті випадання на поверхні нагрівання важко розчинних солей.

Очистка сиропу здійснюється змішуванням з клеровкою (розчином) жовтих цукрів, додаванням кізельгуру (0,1-0,15 %), сульфітацією до рН = 7,5 і фільтруванням підігрітого соку.
Уварювання сиропу здійснюють у вакуум-апаратах періодичної дії при температурі 75-80 °С до концентрації сухих речовин 92,5-93,5 % в 4 стадії:
- згущення сиропу до перенасичення розчину;
- заводка пудри цукру для утворення центрів кристалізації сахарози;
- нарощування кристалів цукру;
- остаточне згущення і спуск утфеля.

У цукровий розчин додають тонкоподрібнену цукрову пудру, яка стає затравкою для виникнення в розчині центрів кристалізації. Потім в апарат додають підігрітий на 2-3 °С вище температури маси в апараті сироп. При попаданні сиропу в апарат з пониженим тиском він бурхливо закипає і тим самим перемішує масу і вирівнює концентрацію. Призначення додавання сиропу — розведення маси і надання розчину метастабільного стану, при якому відбувалося б нарощування кристалів і не було б утворення нових центрів кристалізації.
Продукт, після уварювання сиропу, називають утфелем. Одержаний утфель розділяють у швидкісних центрифугах на товарний цукор-пісок і міжкристалевий розчин (відтік), який знецукрюють на наступних етапах кристалізації. На кристалах залишається тонка плівка, яка надає цукру жовтуватого кольору. Тому цукор промивають (пробілюють) нагрітою до 90-100 °С невеликою кількістю води, внаслідок чого утворюється другий відтік. З автоматизованих центрифуг одержують цукор-пісок вологістю близько 0,8-1,2 %, який грудкується, а під час транспортування легко пошкоджується. Тому його сушать до вологості 0,14 %, охолоджують, звільняють від феромагнітних домішок, у сортувальній машині відділяють грудки і розсіюють на фракції.